# Liang Chen (Tennisspielerin)
Liang Chen (chinesisch 梁晨, Pinyin Liáng Chén, * 25. Februar 1989 in Xuzhou) ist eine ehemalige chinesische Tennisspielerin.

## Karriere
Am 20. September 2014 gewann sie beim Turnier in Guangzhou ihren ersten WTA-Titel. An der Seite von Chuang Chia-jung besiegte sie Alizé Cornet und Magda Linette mit 2:6, 7:63 und [10:7]. 2015 und 2016 gelangen ihr insgesamt fünf weitere WTA-Doppeltitel.
2012 bestritt sie ihre erste Partie für die chinesische Fed-Cup-Mannschaft, dabei verlor sie ihr Doppel. Inzwischen weist ihre Bilanz drei Siege bei zwei Niederlagen aus.
Ihr bislang letztes internationale Turnier spielte Liang im September 2018. Sie wird daher nicht mehr in der Weltrangliste geführt.

## Turniersiege

### Einzel
| Nr. | Datum             | Turnier  | Kategorie   | Belag             | Finalgegnerin   | Ergebnis       |
| --- | ----------------- | -------- | ----------- | ----------------- | --------------- | -------------- |
| 1.  | 11. Mai 2008      | Tarakan  | ITF $10.000 | Hartplatz (Halle) | Lavinia Tananta | 6:71, 6:2, 6:3 |
| 2.  | 18. Mai 2008      | Bulungan | ITF $10.000 | Hartplatz (Halle) | Lavinia Tananta | 6:75, 6:2, 6:2 |
| 3.  | 3. Juli 2011      | Pattaya  | ITF $10.000 | Hartplatz         | Luksika Kumkhum | 2:6, 7:66, 7:5 |
| 4.  | 20. Dezember 2014 | Hongkong | ITF $10.000 | Hartplatz         | Sun Xuliu       | 6:3, 7:5       |

### Doppel
| Nr. | Datum              | Turnier      | Kategorie         | Belag     | Partnerin        | Finalgegnerinnen                               | Ergebnis           |
| --- | ------------------ | ------------ | ----------------- | --------- | ---------------- | ---------------------------------------------- | ------------------ |
| 1.  | 18. Februar 2006   | Shenzhen     | ITF $10.000       | Hartplatz | Song Shanshan    | Hao Jie Yang Shujing                           | 7:5, 6:1           |
| 2.  | 21. Februar 2009   | Guangzhou    | ITF $10.000       | Hartplatz | Ji Chunmei       | Han Xinyun Sun Shengnan                        | 6:77, 6:2, [10:3]  |
| 3.  | 29. August 2009    | Qianshan     | ITF $10.000       | Hartplatz | Sun Shengnan     | Alison Bai Sacha Jones                         | 6:2, 6:4           |
| 4.  | 26. Februar 2011   | Antalya      | ITF $10.000       | Sand      | Tian Ran         | Olga Panova Marina Shamayko                    | 6:72, 7:5, [11:9]  |
| 5.  | 5. März 2011       | Antalya      | ITF $10.000       | Sand      | Tian Ran         | Darija Jurak Katarzyna Kawa                    | 4:6, 6:2, [10:6]   |
| 6.  | 7. Mai 2011        | Buxoro       | ITF $25.000       | Hartplatz | Han Sung-hee     | Nina Brattschikowa Xenija Palkina              | 4:6, 7:65, [10:5]  |
| 7.  | 18. Juni 2011      | Pattaya      | ITF $10.000       | Hartplatz | Zhao Yijing      | Luksika Kumkhum Napatsakorn Sankaew            | 1:6, 6:1, [10:7]   |
| 8.  | 2. Juli 2011       | Pattaya      | ITF $10.000       | Hartplatz | Zhao Yijing      | Misa Eguchi Akiko Omae                         | 6:3, 6:4           |
| 9.  | 9. Juli 2011       | Pattaya      | ITF $25.000       | Hartplatz | Zhao Yijing      | Yurina Koshino Varatchaya Wongteanchai         | 6:1, 6:4           |
| 10. | 27. August 2011    | Saitama      | ITF $10.000       | Hartplatz | Liu Wanting      | Akari Inoue Ayumi Oka                          | 6:3, 5:7, [11:9]   |
| 11. | 30. Juni 2012      | Incheon      | ITF $25.000       | Hartplatz | Sun Shengnan     | Kim Ji-young Yoo Mi                            | 6:3, 6:2           |
| 12. | 14. Juli 2012      | Huzhu        | ITF $15.000       | Sand      | Li Ting          | Li Yihong Tian Ran                             | 7:5, 3:6, [10:6]   |
| 13. | 30. Mai 2014       | Zhengzhou    | ITF $25.000       | Hartplatz | Chan Chin-wei    | Han Xinyun Zhang Kailin                        | 6:3, 6:3           |
| 14. | 20. September 2014 | Guangzhou    | WTA International | Hartplatz | Chuang Chia-jung | Alizé Cornet Magda Linette                     | 2:6, 7:63, [10:7]  |
| 15. | 8. März 2015       | Kuala Lumpur | WTA International | Hartplatz | Wang Yafan       | Julija Bejhelsymer Olha Sawtschuk              | 4:6, 6:3, [10:4]   |
| 16. | 23. Mai 2015       | Straßburg    | WTA International | Sand      | Chuang Chia-jung | Nadija Kitschenok Zheng Saisai                 | 4:6, 6:4, [12:10]  |
| 17. | 3. November 2015   | Zhuhai       | WTA Elite Trophy  | Hartplatz | Wang Yafan       | Anabel Medina Garrigues Arantxa Parra Santonja | 6:4, 6:3           |
| 18. | 15. November 2015  | Hua Hin      | WTA Challenger    | Hartplatz | Wang Yafan       | Varatchaya Wongteanchai Yang Zhaoxuan          | 6:3, 6:4           |
| 19. | 7. August 2016     | Nanchang     | WTA International | Hartplatz | Lu Jingjing      | Shūko Aoyama Makoto Ninomiya                   | 3:6, 7:62, [13:11] |
| 20. | 29. April 2018     | Istanbul     | WTA International | Sand      | Zhang Shuai      | Xenia Knoll Anna Smith                         | 6:4, 6:4           |